# مركز ووهان
مركز ووهان ( simplified Chinese ) ناطحة سحاب فائقة الطول في مدينة ووهان بالقرب من محطة منطقة ووهان التجارية في مقاطعة جيانغهان، ووهان، وهوبى، الصين. بدأ بناء ناطحة سحاب في عام 2009، ومن المقرر أن تكتمل بحلول عام 2017. تم وضع البرج في 16 أبريل 2015. وهو الآن أطول مبنى في وسط الصين، وأول مبنى في ووهان يتجاوز 400 متر (1312 قدمًا).